# UEFA-Champions-League-Finale 2020
Das UEFA-Champions-League-Finale 2020 zwischen Paris Saint-Germain und dem FC Bayern München war die Endspiel-Begegnung der Champions-League-Saison 2019/20. Sie fand am 23. August 2020 als Geisterspiel im Estádio da Luz in Lissabon statt. Der FC Bayern München entschied das Spiel mit 1:0 für sich.
Für PSG war es die erste Endspielteilnahme überhaupt. Seit 2004 hatte sich keine Mannschaft der französischen Liga mehr für das Finale qualifiziert. Der FC Bayern München stand zum elften Mal im Finale der Champions League und ihres Vorgängerwettbewerbs Europapokal der Landesmeister und gewann zum sechsten Mal den Titel.

## Der Weg ins Finale
Anmerkung: Die Ergebnisse werden jeweils aus Sicht der Finalisten angegeben.
| Pl. | Verein               | Sp. | S | U | N | Tore    | Diff. | Punkte |
| --- | -------------------- | --- | - | - | - | ------- | ----- | ------ |
| 1.  | Paris Saint-Germain  | 6   | 5 | 1 | 0 | 017:200 | +15   | 16     |
| 2.  | Real Madrid          | 6   | 3 | 2 | 1 | 014:800 | +6    | 11     |
| 3.  | FC Brügge            | 6   | 0 | 3 | 3 | 004:120 | −8    | 03     |
| 4.  | Galatasaray Istanbul | 6   | 0 | 2 | 4 | 001:140 | −13   | 02     |

| Pl. | Verein                 | Sp. | S | U | N | Tore    | Diff. | Punkte |
| --- | ---------------------- | --- | - | - | - | ------- | ----- | ------ |
| 1.  | FC Bayern München      | 6   | 6 | 0 | 0 | 024:500 | +19   | 18     |
| 2.  | Tottenham Hotspur      | 6   | 3 | 1 | 2 | 018:140 | +4    | 10     |
| 3.  | Olympiakos Piräus      | 6   | 1 | 1 | 4 | 008:140 | −6    | 04     |
| 4.  | FK Roter Stern Belgrad | 6   | 1 | 0 | 5 | 003:200 | −17   | 03     |

## Spieldaten
| Paris Saint-Germain                            | Paris Saint-Germain | FC Bayern München | FC Bayern München | Aufstellung                                             |
| ---------------------------------------------- | --- | --- | ----------------- | ------------------------------------------------------- |
| Paris Saint-Germain                            | \| 23. August 2020 in Lissabon (Estádio da Luz) \| \| Ergebnis: 0:1 (0:0) \| \| Zuschauer: Unter Ausschluss der Öffentlichkeit \| \| Schiedsrichter: Daniele Orsato ( Italien) 1 \| \| Spielbericht \|                                                                                                 | \| 23. August 2020 in Lissabon (Estádio da Luz) \| \| Ergebnis: 0:1 (0:0) \| \| Zuschauer: Unter Ausschluss der Öffentlichkeit \| \| Schiedsrichter: Daniele Orsato ( Italien) 1 \| \| Spielbericht \|                                                                              | FC Bayern München | Aufstellung Paris Saint-Germain gegen FC Bayern München |
| Paris Saint-Germain                            | Keylor Navas – Thilo Kehrer, Thiago Silva , Presnel Kimpembe, Juan Bernat (81. Layvin Kurzawa) – Ander Herrera (72. Julian Draxler), Marquinhos, Leandro Paredes (65. Marco Verratti) – Ángel Di María (80. Eric Maxim Choupo-Moting), Neymar, Kylian Mbappé Cheftrainer: Thomas Tuchel ( Deutschland) | Manuel Neuer – Joshua Kimmich, Jérôme Boateng (25. Niklas Süle), David Alaba, Alphonso Davies – Leon Goretzka, Thiago (86. Corentin Tolisso) – Serge Gnabry (68. Philippe Coutinho), Thomas Müller, Kingsley Coman (68. Ivan Perišić) – Robert Lewandowski Cheftrainer: Hansi Flick | FC Bayern München | Aufstellung Paris Saint-Germain gegen FC Bayern München |
| Paris Saint-Germain                            | 0:1 Kingsley Coman (59.) | | FC Bayern München | Aufstellung Paris Saint-Germain gegen FC Bayern München |
| Paris Saint-Germain                            | Leandro Paredes (52.), Neymar (81.), Thiago Silva (83.), Layvin Kurzawa (86.) | Alphonso Davies (28.), Serge Gnabry (52.), Niklas Süle (56.), Thomas Müller (90.+4') | FC Bayern München | Aufstellung Paris Saint-Germain gegen FC Bayern München |
| Paris Saint-Germain                            | Spieler des Spiels: Kingsley Coman (FC Bayern München) | | FC Bayern München | Aufstellung Paris Saint-Germain gegen FC Bayern München |
| 23. August 2020 in Lissabon (Estádio da Luz)   | | |                   |                                                         |
| Ergebnis: 0:1 (0:0)                            | | |                   |                                                         |
| Zuschauer: Unter Ausschluss der Öffentlichkeit | | |                   |                                                         |
| Schiedsrichter: Daniele Orsato ( Italien) 1    | | |                   |                                                         |
| Spielbericht                                   | | |                   |                                                         |

## Besonderheiten
- Infolge der COVID-19-Pandemie wurde der Spielbetrieb Mitte März 2020 ausgesetzt. Die Hinspiele des Achtelfinales konnten noch mit Zuschauern ausgetragen werden. Die erste Hälfte der Rückspiele konnte noch ausgetragen werden, wenn auch teilweise ohne Zuschauer. Die zweite Hälfte der Rückspiele wurde (ebenso wie am 23. März auch die Finalspiele der Champions League und Europa League) auf zunächst unbestimmte Zeit verschoben.[2][3] Im August 2020 fand ab dem Viertelfinale ein Finalturnier in der portugiesischen Hauptstadt Lissabon mit nur je einem K.-o.-Spiel (ähnlich wie bei einer WM) statt.[4]
- Durch das ab dem Viertelfinale auf K.-o.-Spiele reduzierte Turnier kamen die Finalteilnehmer auf elf gespielte Spiele statt der sonst üblichen 13 Spiele.
- Mit dem FC Bayern München gewann ein Fußballclub erstmals alle Spiele in einer UEFA-Champions-League-Saison. Zudem stellte Bayern Rekorde in der Champions League für die höchste Torquote pro Spiel (3,91) sowie die meisten erzielten Tore in einem K.-o.-Spiel (8:2 gegen den FC Barcelona) auf.[5]
- PSG stand erstmals in der Clubhistorie im Finale der Champions League, wobei erstmals seit 2004 wieder ein Team aus der Ligue 1 das Endspiel erreichte.
- Kingsley Coman war der erste Spieler in der Geschichte des Wettbewerbs, der im Finale gegen einen ehemaligen Verein traf.[6] Das Tor war zudem das 500. Tor des FC Bayern München in der UEFA Champions League.[5]
- Mit dem FC Bayern München stand erstmals seit 2012/13 wieder ein deutsches Team im Finale.
- Das Finale wurde auf Grundlage des Rundfunkstaatsvertrages, nach dem „Medienereignisse hoher gesellschaftlicher Relevanz“ bei Teilnahme eines deutschen Vereins live im Free-TV zu sehen sein müssen, im ZDF übertragen; kommentiert von Béla Réthy.[7]